# Zale aeruginosa
Zale aeruginosa là một loài bướm đêm trong họ Erebidae.